# Olympische Sommerspiele 2012/Teilnehmer (Sri Lanka)
| Gelbes Symbol für Goldmedaillen mit stilisierten Olympischen Ringen | Graues Symbol für Silbermedaillen mit stilisierten Olympischen Ringen | Braundes Symbol für Bronzemedaillen mit stilisierten Olympischen Ringen |
| ------------------------------------------------------------------- | --------------------------------------------------------------------- | ----------------------------------------------------------------------- |
| —                                                                   | —                                                                     | —                                                                       |

Sri Lanka nahm in London an den Olympischen Spielen 2012 teil. Es war die insgesamt 16. Teilnahme an Olympischen Sommerspielen. Das National Olympic Committee of Sri Lanka nominierte sieben Athleten in vier Sportarten.

## Flaggenträger
Der Badmintonspieler Niluka Karunaratne trug die Flagge Sri Lankas während der Eröffnungsfeier im Olympiastadion.

## Teilnehmer nach Sportart

### Badminton
| Athleten           | Wettbewerb | Gruppenphase         | Gruppenphase                        | Gruppenphase | Gruppenphase | Achtelfinale  | Achtelfinale             | Viertelfinale | Viertelfinale | Halbfinale    | Halbfinale    | Finale        | Finale        | Rang |
| Athleten           | Wettbewerb | Gegner               | Ergebnis                            | Punkte       | Rang         | Gegner        | Ergebnis                 | Gegner        | Ergebnis      | Gegner        | Ergebnis      | Gegner        | Ergebnis      | Rang |
| ------------------ | ---------- | -------------------- | ----------------------------------- | ------------ | ------------ | ------------- | ------------------------ | ------------- | ------------- | ------------- | ------------- | ------------- | ------------- | ---- |
| Frauen             |            |                      |                                     |              |              |               |                          |               |               |               |               |               |               |      |
| Thilini Jayasinghe | Einzel     | R. Intanon T. Santos | 0:2 (13:21, 5:21) 0:2 (9:21, 11:21) | 0 (38:84)    | 3            | ausgeschieden | ausgeschieden            | ausgeschieden | ausgeschieden | ausgeschieden | ausgeschieden | ausgeschieden | ausgeschieden | 33   |
| Männer             |            |                      |                                     |              |              |               |                          |               |               |               |               |               |               |      |
| Niluka Karunaratne | Einzel     | K. Tago              | 2:0 (21:18, 21:16)                  | 1 (42:34)    | 1            | P. Kashyap    | 1:2 (14:21, 21:15, 9:21) | ausgeschieden | ausgeschieden | ausgeschieden | ausgeschieden | ausgeschieden | ausgeschieden | 9    |

### Leichtathletik
Laufen und Gehen
| Athleten          | Wettbewerb   | Vorlauf | Vorlauf | Halbfinale    | Halbfinale    | Finale        | Finale        | Rang |
| Athleten          | Wettbewerb   | Zeit    | Rang    | Zeit          | Rang          | Zeit          | Rang          | Rang |
| ----------------- | ------------ | ------- | ------- | ------------- | ------------- | ------------- | ------------- | ---- |
| Frauen            |              |         |         |               |               |               |               |      |
| Christine Merrill | 400 m Hürden | 57,15 s | 9       | ausgeschieden | ausgeschieden | ausgeschieden | ausgeschieden | 30   |
| Männer            |              |         |         |               |               |               |               |      |
| Anuradha Cooray   | Marathon     | –       | –       | –             | –             | 2:20:41 h     | 55            | 55   |

### Schießen
| Athleten           | Wettbewerb                | Qualifikation | Qualifikation | Finale        | Finale        | Ringe | Rang |
| Athleten           | Wettbewerb                | Ringe         | Rang          | Ringe         | Rang          | Ringe | Rang |
| ------------------ | ------------------------- | ------------- | ------------- | ------------- | ------------- | ----- | ---- |
| Männer             |                           |               |               |               |               |       |      |
| Mangala Samarakoon | Luftgewehr 10 m           | 583           | 45            | ausgeschieden | ausgeschieden | 583   | 45   |
| Mangala Samarakoon | Kleinkaliber liegend 50 m | 585           | 47            | ausgeschieden | ausgeschieden | 585   | 47   |

### Schwimmen
| Athleten           | Wettbewerb     | Vorlauf     | Vorlauf | Halbfinale    | Halbfinale    | Finale        | Finale        | Rang |
| Athleten           | Wettbewerb     | Zeit        | Rang    | Zeit          | Rang          | Zeit          | Rang          | Rang |
| ------------------ | -------------- | ----------- | ------- | ------------- | ------------- | ------------- | ------------- | ---- |
| Frauen             |                |             |         |               |               |               |               |      |
| Reshika Udugampola | 100 m Freistil | 1:04,93 min | 6       | ausgeschieden | ausgeschieden | ausgeschieden | ausgeschieden | 44   |
| Männer             |                |             |         |               |               |               |               |      |
| Heshan Unamboowe   | 100 m Rücken   | 57,94 s     | 2       | ausgeschieden | ausgeschieden | ausgeschieden | ausgeschieden | 42   |